# Giswil

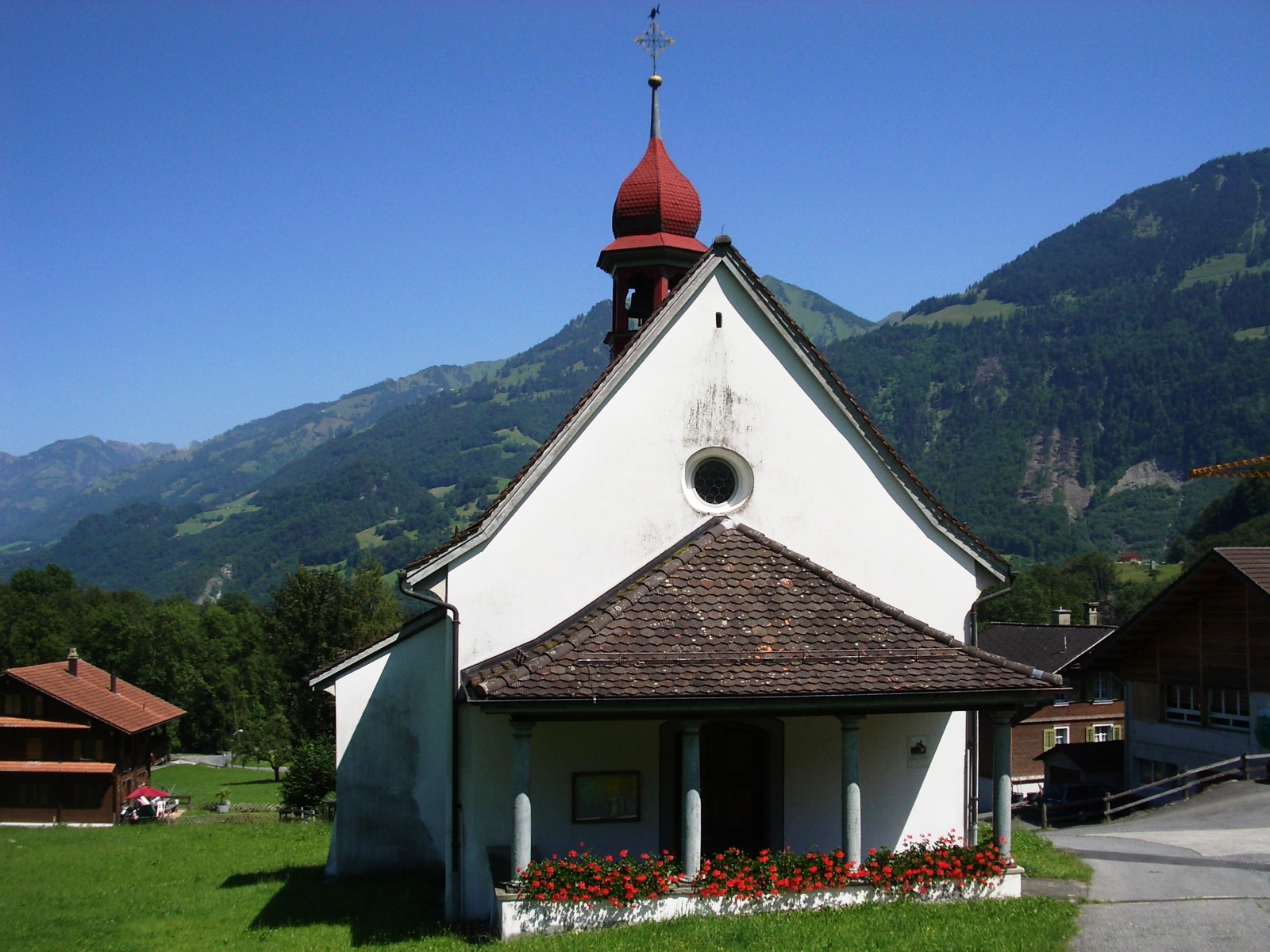
Giswil

Giswil este un oraș în Elveția.